# 香港禁娼
禁娼是英屬香港在1930年代初對香港賣淫業推行的政策，分兩階段禁止經營妓院，但沒有禁止性交易，只是不得組織賣淫，以個人身份賣淫或接受性服務仍是合法的。

## 歷程
1932年，英國下令其所有屬地落實禁娼政策，時任香港總督貝璐宣佈，當年6月30日之後，所有西洋妓院停止營業。然而由於華人娼妓多達過萬人，即時停業會對社會造成很大的衝擊，故設置三年寬限期，期間原先已領牌的妓女仍可經營，但不再發出新牌照，至1935年6月30日之後，正式全面禁娼，石塘嘴等地的妓寨全數結業。

## 影響
禁娼後，一些大寨出身、擁有一定藝術造詣的妓女憑著本身的技藝轉職為女伶，於茶樓演唱南音歌手，取代了原來唱南音的盲眼伶人瞽師和瞽姬，也有些轉職為茶樓招待。
香港賣淫業並沒有因為禁娼而完全絕跡，妓院只是轉為隱秘經營，時至今天，仍然有色情場所以按摩院為名繼續開業，可是超過一名妓女在同一處所賣淫也是違法的，因而輾轉發展出一樓一鳳的經營模式。

## 以此事作背景的影視作品
- 收規華